# キム・ホンゴン
金洪坤（キム・ホンゴン、1962年または1963年 - 、朝鮮語: 김홍곤、英語: Hongkon KimもしくはHong-kon Kim、H.K. Kim）は、韓国の外交官。2015年2月18日から2018年2月まで在ニュージーランド韓国大使館の総領事、2018年3月から2020年8月まで、在フィリピン大韓民国大使館の総領事を務める。ニュージーランド大使館以前は在インド大韓民国大使館で働いていた。2009年頃には中国の在西安韓国領事館で領事を務めていた。

## 生い立ち
1995年4月15日の中央日報の記事によると、前日4月14日発表の第29回外交官試験の最終合格者35人の中に「金洪坤」の名前がある。一方、釜山日報の記事では、漢陽大学校政治外交学科出身の「今年31歳の最高齢合格者」として紹介されている。

## セクハラ問題
キム外交官は、ニュージーランドの首都ウェリントンにある在ニュージーランド韓国大使館の総領事を務めていた2017年末、大使館で働くニュージーランド国籍の男性職員に対して何度もセクハラ行為をしたとして被害者の男性から性犯罪容疑で訴えられた。
被害者の男性がウェリントン地方裁判所に提出した主張によると、キム外交官は3度にわたってセクハラ行為をしたとしている。1度目は、男性職員がパソコンで作業をしている時に男性の左側のお尻をつかんだ。2度目は大使館にあるエレベーター内で男性職員の股間とベルト周辺を触った。男性職員は上司にこのセクハラ行為を報告したが、何の措置もされなかったという、辞めずに働き続けることを決めた数週間後、今度はキム外交官が男性職員の胸と乳首周辺を触れたと主張した。
この行為が発覚後、キム外交官は2018年2月に韓国へ帰国し、1ヶ月の減給懲戒処分を受けた。韓国外交部が行なった監査でキム外交官は「セクハラの意図はなかった」として疑いを否認していた。
1ヶ月後の2018年3月には在フィリピン大韓民国大使館の総領事となった。
ウェリントン地方裁判所は2020年2月28日にキム外交官に対し逮捕令状を出した。有罪となればニュージーランドの法律では最大で懲役8年に相当する。キム外交官は無罪を主張していて、韓国外交部は、外交官の免責特権などの事情を総合的検討した結果、逮捕令状執行の協力を拒否したと述べている。
2020年7月25日、ニュージーランドのニュースサイトNewshubがセクハラ事件について取り上げた後、韓国メディアでもこの問題が取り上げられた。ニュージーランドのニュースサイトStuffが引用した韓国メディアの取材でキム外交官は、「私は同性愛者でも性倒錯者でもないのに、どうすれば力強い白人男性に対してセクハラをできるのか」と答えた
2020年7月28日、ニュージーランドのジャシンダ・アーダーン首相が韓国の文在寅大統領との電話会談の中で、このセクハラ問題を言及した。
2020年7月30日、韓国外交部のキム・インチョル報道官は定例記者会見で外交部はこの事件で必要な措置をとっていると回答している。
2020年8月1日、ニュージーランドのウィンストン・ピーターズ副首相兼外務大臣はニュースハブのインタビューで、ニュージーランド内で起きた犯罪容疑なのだから、ニュージーランドで調査を受けなればならないと発言した。加えて、無罪であればニュージーランドに戻って司法手続に従うことができると発言、外交における免責特権は世界的な保護措置ではあるが、このような場合においては該当しないと指摘した。
2020年8月2日、ニュージーランド外務省報道官は2019年9月に警察は大使館で捜査のため、免責特権を放棄するよう求めたが、韓国政府は拒否をしたと答え、決定に失望したと述べた。
2020年8月3日、韓国外交部はキム外交官が最短で韓国に帰国するよう辞令を下したと発表した。その後14日後の8月17日には韓国に帰国した。外国帰国者のコロナウイルス感染拡大防止規則のため2週間ほど自宅隔離したあと、外交部本部で勤務する予定と発表された。